# Stefano da Bagnone
Stefano da Bagnone (Bagnone, 1418 – Firenze, 3 maggio 1478) è stato un presbitero italiano che prese parte alla Congiura dei Pazzi.

## Biografia
Stefano da Bagnone era il cappellano di Jacopo de' Pazzi: di idee liberali e repubblicane, aveva in odio Lorenzo de' Medici, considerandolo un pericoloso tiranno. Il 26 aprile del 1478, per via del rifiuto di Giovan Battista Montesecco di uccidere in un luogo sacro, gli venne affidato il compito di assassinare Lorenzo de' Medici durante la Santa messa a Santa Maria del Fiore. Durante l'elevazione solenne, mentre Bernardo Bandini e Francesco de' Pazzi uccidevano Giuliano de' Medici, Stefano ed Antonio Maffei da Volterra ferivano di striscio Lorenzo che però, facendosi scudo con il mantello, riusciva a barricarsi nella sagrestia nord della chiesa.
A seguito del fallimento della congiura, come avvalorato da un manoscritto autografo di Antonio Maffei (ritrovato all'Archivio di Stato di Firenze dal professor Marcello Simonetta, membro del Medici Archive Project e docente di storia nella sede fiorentina della New York University) con la confessione completa di come si fosse ordito il complotto e di chi fossero i mandanti, Stefano da Bagnone e Antonio Maffei di Volterra furono sottoposti a un processo nel quale furono interrogati e torturati e, prima di essere impiccati, subirono il taglio di naso e orecchie.
In passato, prima della scoperta del professor Simonetta, si era sempre ritenuto che Stefano da Bagnone e Antonio Maffei fossero stati lasciati al linciaggio della folla inferocita e poi impiccati in Piazza della Signoria.

## Nella cultura di massa
Il personaggio di Stefano da Bagnone compare come bersaglio di Ezio Auditore, da cui viene ucciso, nel videogioco Assassin's Creed II.